# 세계 롤러스포츠 아시아 연맹
세계 롤러스포츠 아시아 연맹(World Skate Asia, WSA)은 아시아의 스케이트보드, 인라인스피드스케이팅, 아티스틱스케이팅, 인라인알파인, 인라인다운힐, 인라인프리스타일, 인라인하키, 롤러하키, 롤러더비, 롤러프리스타일, 스쿠터링, 스케이트크로스 종목을 총괄하는 국제 스포츠 행정 기구이다.

## 회원국
| 국가           | 협회                                    | 코드 | 지역       | 설립   | 가맹   | 비고 |
| -------------- | --------------------------------------- | ---- | ---------- | ------ | ------ | ---- |
| 네팔           | 네팔 롤러스포츠 스케이트보드 협회       | NEP  | 남아시아   |        |        |      |
| 대한민국       | 대한롤러스포츠연맹                      | KOR  | 동아시아   | 1972년 | 1978년 |      |
| 동티모르       | 동티모르 롤러스포츠 연맹                | TLS  | 동남아시아 |        |        |      |
| 마카오         | 마카오 롤러스포츠 협회                  | MAC  | 동아시아   |        |        |      |
| 말레이시아     | 말레이시아 롤러스포츠 연맹              | MAS  | 동남아시아 |        |        |      |
| 미얀마         | 미얀마 롤러스포츠 협회                  | MYA  | 동남아시아 |        |        |      |
| 방글라데시     | 방글라데시 롤러스케이팅 연맹            | BAN  | 남아시아   |        |        |      |
| 베트남         | 베트남 롤러스포츠 연맹                  | VIE  | 동남아시아 |        |        |      |
| 사우디아라비아 | 사우디 롤러스포츠 위원회                | KSA  | 서아시아   |        |        |      |
| 스리랑카       | 스리랑카 국가 롤러스케이팅 협회         | SRI  | 남아시아   |        |        |      |
| 싱가포르       | 싱가포르 롤러스포츠 연맹                | SGP  | 동남아시아 |        |        |      |
| 아프가니스탄   | 아프가니스탄 국가 롤러스포츠 연맹       | AFG  | 서아시아   |        |        |      |
| 아랍에미리트   | 아랍 롤러스포츠 협회                    | UAE  | 서아시아   |        |        |      |
| 아르메니아     | 아르메니아 롤러스포츠 스케이트보드 연맹 | ARM  | 서아시아   |        |        |      |
| 이란           | 이란 롤러스케이팅 연맹                  | IRI  | 서아시아   |        |        |      |
| 인도           | 인도 롤러스케이팅 연맹                  | IND  | 남아시아   |        |        |      |
| 인도네시아     | 인도네시아 롤러스케이팅 연맹            | INA  | 동남아시아 |        |        |      |
| 일본           | 세계 롤러스포츠 일본 연맹               | JPN  | 동아시아   |        |        |      |
| 중화 타이베이  | 중화민국 롤러스포츠 협회                | TPE  | 동아시아   |        |        |      |
| 중화인민공화국 | 중국 롤러스포츠 협회                    | CHN  | 동아시아   |        |        |      |
| 카자흐스탄     | 카자흐스탄 스케이트보드 연맹            | KAZ  | 서아시아   |        |        |      |
| 캄보디아       | 캄보디아 롤러스포츠 연맹                | CAM  | 동남아시아 |        |        |      |
| 태국           | 태국 익스트림스포츠 협회                | THA  | 동남아시아 |        |        |      |
| 파키스탄       | 파키스탄 롤러스케이팅 연맹              | PAK  | 남아시아   |        |        |      |
| 필리핀         | 필리핀 스케이트보드 롤러스포츠 협회     | PHI  | 동남아시아 |        |        |      |
| 홍콩           | 홍콩 롤러스포츠 연맹                    | HKG  | 동아시아   |        |        |      |

## 참고 문헌
- “Membership”. 세계 롤러스포츠 아시아 연맹.
- “세계 롤러스포츠 아시아 연맹”. 국제 협회 연합.

## 같이 보기
- 세계 롤러스포츠 연맹